# Хаифа аль-Мансур
Хаифа́ аль-Мансу́р (араб. هيفاء المنصور‎, род. 10 августа 1974 года в округе Эш-Шаркия, Саудовская Аравия) — саудовская кинематографистка, первая женщина-режиссёр Саудовской Аравии, лауреат ряда кинопремий и автор первого фильма, поданного от страны на «Оскар» за лучший фильм на иностранном языке.

## Биография и карьера
Родилась восьмым ребёнком в семье известного саудовского поэта Абдул Рахмана аль-Мансура, имеет одиннадцать братьев и сестёр. Провела детство и юность в Эль-Хуфуфе. Получила либеральное воспитание от отца, который и привил ей вкус к кино в условиях запрета в стране кинотеатров, показывая ей видеофильмы.
При поддержке отца получила высшее образование в Американском университете в Каире (Египет), окончив его в 1997 году со степенью бакалавра по сравнительному литературоведению. Позднее продолжила образование на факультете искусств и общественных наук Сиднейского университета (Австралия), получив степень магистра по режиссуре и киноведению .
Кинематограграфическая карьера Хаифы началась с короткометражных фильмов Who?, The Bitter Journey и The Only Way Out, последний из которых был удостоен премий на фестивалях Объединённых Арабских Эмиратов и Нидерландов. За ними последовала документальная лента Women Without Shadows, посвященная скрытым сторонам жизни женщин в арабских государствах Персидского залива. Фильм был показан на 17 международных кинофестивалях и был удостоен «Золотого кинжала» за лучший документальный фильм на кинофестивале в Маскате (Оман) и «особого упоминания» на 4-м Фестивале арабского кино в Роттердаме.
Первый снятый Хаифой аль-Мансур полнометражный фильм «Ваджда» (снятый по её же сценарию) стал дебютным ещё в нескольких аспектах и для кинематографа Саудовской Аравии в целом — как первый полнометражный фильм, снятый режиссёром-женщиной и как первый художественный фильм вообще (любого режиссёра), полностью снятый на территории Саудовской Аравии. Фильм был снят при поддержке продюсерской компании Rotana, принадлежащей члену саудовского королевского дома принцу Аль-Валиду, и продолжил тему гендарного неравенства, уже затронутую кинематографисткой в Who? и Women Without Shadows, на фоне неоднократных выступлений женщин королевства против запрета им пользоваться личным транспортом. В ходе съёмок режиссёр также испытала на себе действие гендерных законов, вынужденная управлять внешними съемками из фургончика киностудии, отслеживая процесс по монитору и общаясь с помощниками и актёрами через уоки-токи.
Мировая премьера фильма состоялась на 69-м Венецианском кинофестивале. впоследствии фильм был удостоен ещё ряда фестивальных показов и премий, в частности, стал первым фильмом Саудовской Аравии, заявленным на премию «Оскар» за лучший фильм на иностранном языке, хотя и не достиг шорт-листа номинации. Впоследствии Хаифа аль-Мансур издала новеллизацию своего сценария в виде повести «Зелёный велосипед», также положительно встреченной критикой.
В 2014 году сообщалось о её планах поставить романтическую драму под рабочим названием A Storm In The Stars о писательнице Мэри Шелли. Фильм позднее получил название «Красавица для чудовища», премьера которого состоялась в сентябре 2017 года на Кинофестивале в Торонто.
Помимо собственной работы над фильмами, Хаифа аль-Мансур участвует как киновед в жюри кинематографических премий, в частности, она возглавила жюри премии Opera Prima имени Луиджи де Лаурентиса 70-го Венецианского кинофестиваля и вошла в жюри программы «Особый взгляд» 68-го Каннского кинофестиваля.

### Семья
Хаифа аль-Мансур замужем за американским дипломатом, мать двоих детей. Последние несколько лет вместе с семьёй живёт в Бахрейне.

## Фильмография
- 2001 — فلم أنا والأخر‎ / Me and the other
- من؟‎ / Who? (короткометражный фильм)
- الرحيل المر‎ / The Bitter Journey (короткометражный фильм)
- أنا والآخر‎ / The Only Way Out (короткометражный фильм)
- 2005 — نساء بلا الظل‎ / Women Without Shadows (документальный фильм)
- 2006 — كيف الحال‎ / How’s It Going?
- 2012 — وجدة‎ / Wadjda / Ваджда (художественный фильм)
- 2014 — Be Safe I Love You (художественный фильм)
- 2015 — مبتعثات‎ / Scholarship Girls (телесериал)
- 2017 — Красавица для чудовища (художественный фильм)
- 2018 — Счастье в волосах (художественный фильм)
- 2019 — Идеальный кандидат (художественный фильм)

## Оценка творчества Хаифы аль-Мансур и его влияние
Работа Хаифы аль-Мансур с противоречивыми сторонами традиций и законов мусульманских государств Персидского залива встречала неоднозначные оценки. На родине на неоднократно получала угрозы и критику, оценивающую её творчество как неуважительное к исламу, отвечая на это отрицанием таких подозрений, но при этом заявляя, что Саудовской Аравии необходимо более критическое отношение к своим обычаям и культуре. В то же время часть аудитории одобряла её работы, стимулирующую обсуждение важных вопросов, обычно умалчиваемых как табу. Одним из событий, связываемых рядом источников с влиянием её фильмов, стало произошедшее после успеха фильма «Ваджда» смягчение запрета женщинам ездить на велосипедах.

### Номинации и награды
Ниже представлен неполный список номинаций и наград режиссёра (преимущественно подтвержденные официальными сайтами фестивалей либо авторитетной прессой):

За документальный фильм Women Without Shadows (2005)
- 2006 — Премия «Золотой кинжал» и премия критиков Международного кинофестиваля в Маскате (Оман)[24]
- 2006 — Премия конкурса фильмов ОАЭ в Абу-Даби[24]
- 2007 — Премия кинофестиваля в Джидде (Саудовская Аравия) — премия за фильм Women Without Shadows[25]

За художественный фильм «Ваджда»
- 2012 — Премии Interfilm, CinemAvvenire и C.I.C.A.E. и номинация на премию Orizzonti Венецианского кинофестиваля[26]
- 2012 — Особое упоминание и номинация на премию «Сазерленд Трофи» 56-го Лондонского кинофестиваля (Великобритания)[27]
- 2013 — Премия Netpac Award, номинация (особое упоминание) на Don Quixote Award и номинация на гран-при Таллиннского кинофестиваля «Темные ночи» (Эстония)[28]
- 2013 — Премия EDA Female Focus Award и номинация на EDA Award за лучший фильм на иностранном языке Альянса киножурналистов-женщин[англ.] (США)[29]
- 2013 — Премия за лучший дебютный художественный фильм Международного кинофестиваля в Дурбане[англ.] (ЮАР)
- 2013 — Премия зрительских симпатий и номинация на гран-при Международного кинофестиваля во Фрибуре[англ.] (Швейцария)[30]
- 2013 — Золотая премия за лучший иностранный фильм Гильдии немецкого артхаус-кинематографа[31]
- 2013 — Особое упоминание Копенгагенского международного фестиваля детского и подросткового кино BUSTER[англ.][32]
- 2013 — Премия за самый популярный дебютный художественный фильм Ванкуверского международного кинофестиваля[англ.] (Канада)[33]
- 2013 — Премия зрительских симпатий в международной программе Кинофестиваля в Лос-Анджелесе[англ.] (США)[34]
- 2013 — Dioraphte Award Роттердамского кинофестиваля[35]
- 2013 — Премия имени Роджера Эберта за лучший дебютный фильм Кинофестиваля в Трэверс-Сити[англ.][36]
- 2013 — Norwegian Peace Film Award Международного кинофестиваля в Тромсё[англ.] (Норвегия)[37]
- 2014 — Премия за лучший арабский фильм Дубайского международного кинофестиваля (ОАЭ)[38]
- 2014 — Номинация на премию BAFTA за лучший не англоязычный фильм[39]

Другие
- 2015 — Sundance Institute/AJ+ Global Filmmaking Award кинофестиваля «Сандэнс» за фильм Be Safe I Love You[40]

## Дополнительные ссылки и литература
- Хаифа аль-Мансур (англ.) на сайте Internet Movie Database
- Хаифа аль-Мансур в социальной сети Facebook
- «Ваджда» (англ.) на сайте Metacritic
- ««Ваджда»» (англ.) на сайте Rotten Tomatoes
- Марина Латышева. Святой Франциск, «Сладкий корабль», Iceman – самые интересные проекты Венецианского фестиваля. РБК Daily (29 августа 2012). Дата обращения: 26 ноября 2015.
- Австралийский фильм "Лоре" получил главный приз фестиваля в Норвегии. РИА Новости (20 января 2013). Дата обращения: 26 ноября 2015.
- "Арабка Анна": израильский фильм на Венецианском кинофестивале. NEWSru.com (3 сентября 2013). Дата обращения: 26 ноября 2015.
- Gina McIntyre. 'Wadjda' is Saudi Arabia's first nominee for foreign-language Oscar (англ.). Los Angeles Times (13 сентября 2013). Дата обращения: 26 ноября 2015.
- Айжан Тугельбаева. Объявлены победители кинофестиваля "Евразия" в Алматы. TengriNews (20 сентября 2013). Дата обращения: 26 ноября 2015.
- Владимир Захаров. Здесь, на «Краю света». Новая газета (9 сентября 2013). Дата обращения: 26 ноября 2015.
- Валерий Кичин. Объявлены номинанты на кинопремию BAFTA. Российская газета (8 января 2014). Дата обращения: 26 ноября 2015.
- Лейсан Тимергалиева. Существует ли кино в Саудовской Аравии? IslamToday (26 февраля 2015). Дата обращения: 26 ноября 2015.
- Emily Jones. Haifaa Al Mansour: Saudi Arabia's first female filmmaker (англ.). The University of Sidney (30 января 2013). Дата обращения: 26 ноября 2015.
- Roy Armes. New Voices in Arab Cinema. — Indiana University Press, 2015. — P. 1, 303-304. — 352 p. — ISBN 9780253015280.
- Zubeida Malik. Haifa al Mansour becomes first female Saudi director (англ.). BBC News (18 октября 2012). Дата обращения: 27 ноября 2015.
- Rebecca Keegan. Haifaa Al Mansour’s remarkable ‘Wadjda’ (англ.). Gulf News[англ.], со ссылкой на Los Angeles Times (14 сентября 2013). Дата обращения: 27 ноября 2015.
- Sophia Stein. Wadjda: A Conversation with Haifaa Al Mansour (англ.). Cultural Weekly (26 сентября 2013). Дата обращения: 27 ноября 2015.
- E. Nina Rothe. 'The Shawati' Interviews': Wadjda Filmmaker Haifaa Al Mansour (англ.). The Huffington Post. Дата обращения: 27 ноября 2015.
- Alana Wulff. Lights, Camera, Haifaa (англ.). The University of Sidney (2014). Дата обращения: 27 ноября 2015.
- Haifaa Al-Mansour (англ.). WISE Muslim Women[англ.]. Дата обращения: 27 ноября 2015. Архивировано из оригинала 4 марта 2016 года.